# Mihoub
Mihoub (em árabe: ميهوب) é uma comuna localizada na província de Médéa, Argélia. De acordo com o censo de 2008, a população total da cidade era de 12 191 habitantes.